# Патриша Гибни
Патриша Гибни (на английски: Patricia Gibney) е ирландска художничка и писателка на произведения в жанра криминален роман.

## Биография и творчество
Патриша Гибни е родена през 1962 г. в Мълингар, графство Уестмийт, Ирландия. След завършване на образованието си, в продължение на 30 години работи в съвета на окръг Уестмийт.
Съпругът ѝ Айдън умира от скоротечен рак през 2009 г. След смъртта му тя напуска работата си и се насочва към изкуството и писането като терапия за преодоляване на загубата. Първоначално пише и илюстрира детската книга „Spring Spring Sally“, която издава самостоятелно през 2011 г. Като любителка на криминалната литература решава да се насочи към този жанр и се включва в курсове по творческо писане към Ирландския писателски център.
Първият ѝ роман „Изгубените“ от поредицата „Случаите на инспектор Лоти Паркър“ е издаден през 2017 г. В малкото градче Рагмълин (анаграма на Мълингар) са изваршени две убийства – жена е открита удушена в катедрала, а мъж – обесен на дърво край дома му, а двете тела са белязани с татуировка свързана с Католическата църква. С разследването се заемат детектив Лоти Паркър и нейният партньор Бойд, които правят ужасяващи разкрития за пренебрегване, малтретиране на деца и множество незабележими изтезания, изпитани от сираци в приют за деца. Романът става бързо международен бестселър и е оценен от читателите и критиката. Поредицата продължава с романите „Откраднатите момичета“ и „Изгубеното дете“ още същата година.
Патриша Гибни живее в Мълингар.

## Произведения

### Серия „Случаите на инспектор Лоти Паркър“ (Detective Lottie Parker)
1. The Missing Ones (2017)[1][2][3]
Изгубените, изд.: „Сиела“, София (), прев. Коста Сивов
2. The Stolen Girls (2017)
3. The Lost Child (2017)
4. No Safe Place (2018)
5. Tell Nobody (2018)
6. Final Betrayal (2019)
7. Broken Souls (2019)
8. Buried Angels (2020)
9. Silent Voices (2021)
10. Little Bones (2021)
11. The Guilty Girl (2022)

### Детска литература
- Spring Spring Sally: In Her Spring Spring Spring (2011)